# Universidade de Lomé
A Universidade de Lomé (em francês: Université de Lomé) é a maior, mais antiga e mais prestigiosa universidade pública do Togo. A universidade está localizada na cidade de Lomé, a capital nacional.

## História
A tradição histórica da Universidade de Lomé iniciou-se em 27 de abril de 1964, com a assinatura da declaração de acordo pelos dois ministros da educação nacional (do Togo e do Daomé) para um único Colégio Universitário Daomeano-Togolês. Em 14 de julho de 1964 é assinado o Acordo Daomeano-Togolês para o ensino superior comum com a seção científica de Porto Novo (Daomé) e a seção literária de Lomé (Togo). Esses dois acordos culminam na criação, em 14 de julho de 1965, do Instituto de Ensino Superior do Daomé-Togo, com dois centros, incluindo o de estudos científicos em Porto Novo e o de estudos literários em Lomé.
Em função dos protestos de 1968, entre maio e junho de 1968 ocorre a expulsão em massa de estudantes togoleses das universidades de Dacar e Abijã, fato que pressionou o governo do Togo a acelerar a criação de um universidade nacional.
Em 9 de julho de 1970 os governos do Daomé e do Togo entram em acordo para separar os campi de Porto Novo e Lomé em universidades nacionais autônomas. Em 21 de agosto de 1970, pelo decreto N° 70-217/CP/MEN/1970, o governo daomeano cria a Universidade Nacional do Daomé, e em 14 de setembro 1970, pelo decreto n° 70-157/PR, o governo togolês cria a "Universidade do Benim em Lomé".
A primeira instituição orgânica constituída da Universidade do Benim em Lomé foi a Escola Superior de Ciências, em 14 de setembro de 1970, seguida da de Economia e Gestão, criada na mesma data, e da de Ciências da Saúde em 19 de setembro de 1970.
Quando no início de 1976 o nome da sua congênere "Universidade Nacional do Daomé" foi alterado para "Universidade Nacional do Benim", a Universidade do Benim em Lomé passou a ser informalmente chamada de "Universidade do Togo". Porém, tal alteração somente foi confirmada em pela Lei n.º 97-14, de 10 de setembro de 1997, que a nomeou como "Universidade do Togo".
Em 9 de março de 2001, pelo Decreto Presidencial n.º 2001-024/PR, a "Universidade do Togo" teve seu nome finalmente alterado para "Universidade de Lomé". (UL).
Em maio de 2011, o governo do Togo ordenou o fechamento por tempo indeterminado da Universidade de Lomé depois que estudantes começaram a protestar exigindo melhores infraestruturas e condições de estudo. Os protestos começaram na quarta-feira, 25 de maio de 2011, e se intensificaram na sexta-feira, 27 de maio de 2011, culminando em um confronto entre estudantes e a polícia. Em 6 de junho, foi alcançado um acordo entre a universidade e o Movimento para o Desenvolvimento dos Estudantes Togoleses (MEET). Em 8 de julho de 2011, estudantes e representantes do governo assinaram um acordo formal permitindo que os estudantes voltassem às aulas, com a garantia da construção de novas salas de aula e de blocos de ensino versáteis na universidade.